# Aulonocara
Aulonocara è un genere di pesci tropicali d'acqua dolce, appartenente alla famiglia Cichlidae. La loro parentela con gli altri Ciclidi è tutt'altro che chiara, tanto che alcuni studiosi hanno addirittura ipotizzato la loro appartenenza, insieme ai generi Lethrinops e Alticorpus, al gruppo degli M'Buna. Un'affinità, questa, peraltro non condivisa, ad esempio, dal notissimo studioso-raccoglitore Ad Konings, che ipotizza piuttosto un distinto ed unico raggruppamento per i tre generi, separato sia dagli M'Buna sia dagli altri Haplochromini presenti nel lago.

## Distribuzione e habitat
Le specie del genere sono endemiche del Lago Malawi, in Africa. lungo tutte le sponde rocciose del Malawi occupano un biotopo particolare, noto come ambiente “di transizione”. I tratti sommersi di costa rocciosa di questo lago sono composti da disordinate franate di rocce e sassi, che con pendenze più o meno accentuate e a profondità oscillanti fra i 10-15 e i 20-25 m, raggiungono il fondo, costituito da fine sabbia. L'habitat di transizione, osservabile praticamente lungo l'intero perimetro del bacino, è rappresentato da questo alternarsi di rocce, generalmente di dimensioni medie, e di chiazze di sabbia della grandezza di alcuni metri quadrati.

## Descrizione

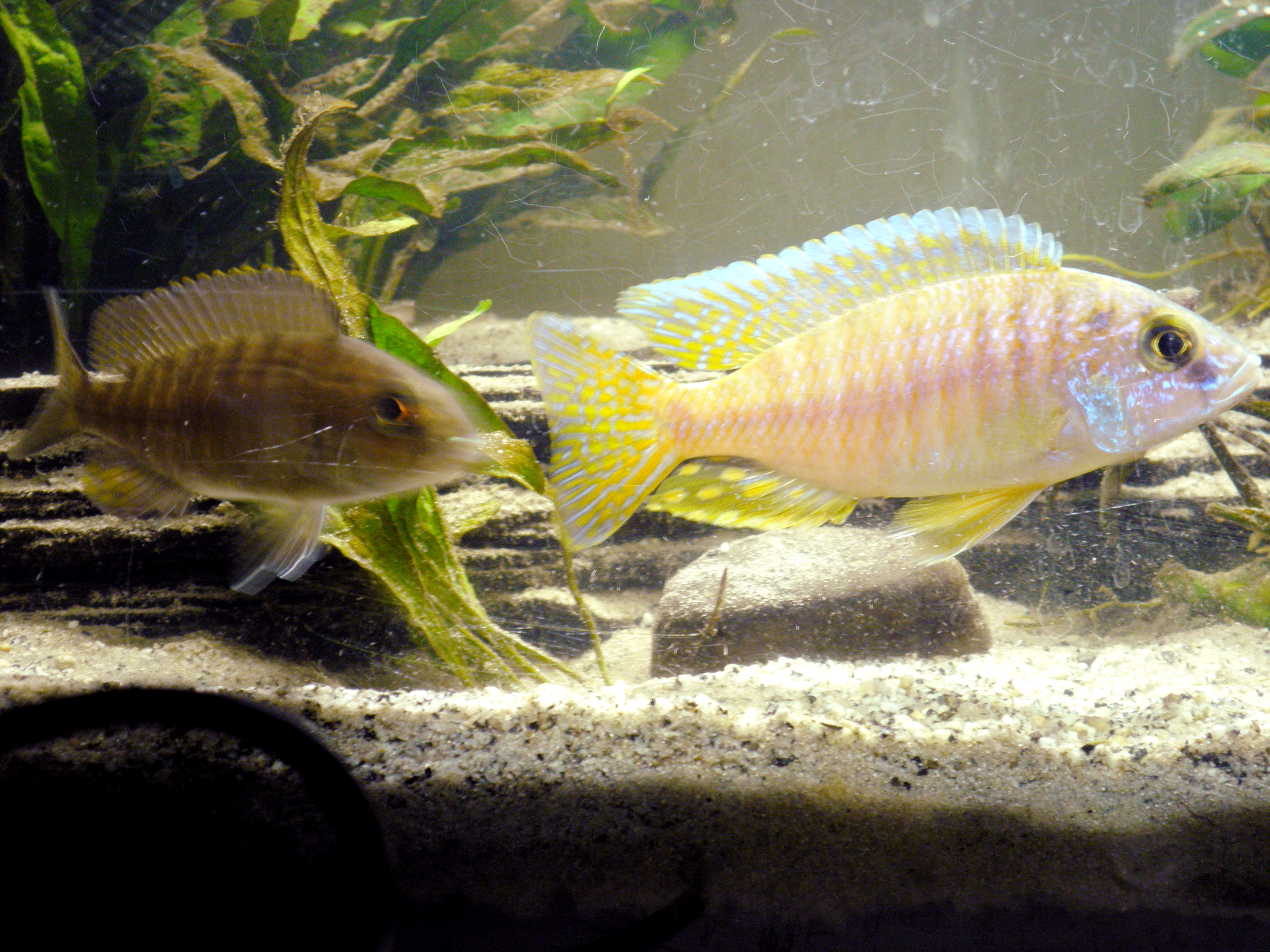
Coppia di Aulonocara hueseri

Presentano un corpo ben riconoscibile, allungato, piuttosto compresso ai fianchi, con labbra carnose, e occhi grandi. Il profilo dorsale e quello ventrale sono piuttosto convessi, in alcune specie la fronte è più pronunciata. Il peduncolo caudale è allungato, la pinna caudale a delta, la pinna dorsale è lunga ma non molto alta, così come l'anale: entrambe hanno la parte terminale allungata e appuntita. Le pinne ventrali sono appuntite, le pettorali allungate e ampie. La livrea, diversa per ogni specie, è solitamente sgargiante. Come generalmente accade nelle specie della tribù Haplochromini, il dimorfismo sessuale è ben visibile.
Le dimensioni variano dai 5,5 cm di Aulonocara stonemani ai 18 cm di Aulonocara rostratum.

## Riproduzione
Tutte le specie sono incubatori orali: questo compito è svolto dalla femmina riproduttrice.

## Specie
Il genere comprende 22 specie:
- Aulonocara aquilonium
- Aulonocara auditor
- Aulonocara baenschi
- Aulonocara brevinidus
- Aulonocara brevirostre
- Aulonocara ethelwynnae
- Aulonocara gertrudae
- Aulonocara guentheri
- Aulonocara hansbaenschi
- Aulonocara hueseri
- Aulonocara jacobfreibergi
- Aulonocara kandeense
- Aulonocara koningsi
- Aulonocara korneliae
- Aulonocara maylandi
- Aulonocara nyassae
- Aulonocara rostratum
- Aulonocara saulosi
- Aulonocara steveni
- Aulonocara stonemani
- Aulonocara stuartgranti
- Aulonocara trematocephala

## Acquariofilia
Molte specie sono interessanti ospiti per gli acquariofili. Non sempre disponibili negli esercizi commerciali, sono più diffusi tra gli appassionati dei ciclidi mbuna e dei ciclidi del lago Malawi in generale.